# 杉原輝昭
杉原 輝昭 (すぎはら てるあき、1980年10月18日 - ) は、日本の監督。東映テレビ・プロダクション所属。岡山県出身。倉敷芸術科学大学卒。

## 来歴
大学卒業後、大学時代の先輩であった演出家の狩山俊輔からの紹介で、助監督として特撮テレビドラマ『仮面ライダー555』に参加する。その後、東映特撮作品や狩山の担当するテレビドラマなどで活動。
2008年、『仮面ライダーキバ』でセカンド助監督として仮面ライダーシリーズに復帰し、『仮面ライダーフォーゼ』中盤でチーフ助監督に昇格した。『烈車戦隊トッキュウジャー』よりスーパー戦隊シリーズを担当。
2015年、『テレマガとくせいDVD 手裏剣戦隊ニンニンジャー アカニンジャーVSスターニンジャー百忍バトル!』で監督としてデビュー。2016年の『動物戦隊ジュウオウジャー』で映像特典の監督を経て、テレビ監督としてデビュー。
2017年、結婚した事を公表。
2018年、『快盗戦隊ルパンレンジャーVS警察戦隊パトレンジャー』でメイン監督に抜擢される。
2019年、『仮面ライダーゼロワン』で初めて仮面ライダーシリーズのメイン監督を務める。
2020年、『ゼロワン』などの特撮作品において360度カメラを使用した撮影やリアリティを追求した演出が評価され、『ゆうばり国際ファンタスティック映画祭2020内「京楽ピクチャーズ. PRESENTS ニューウェーブアワード」』のクリエイター部門を受賞する。

## 人物
アニメやゲームを愛好しており、『ルパンレンジャーVSパトレンジャー』ではロボ戦の演出や声優のキャスティングなどにそのイメージを反映させている。
杉原について、『ルパンレンジャーVSパトレンジャー』に出演した伊藤あさひは、俳優に寄り添って考えてくれ、意見を演出に反映させてくれることも多かったと述べている。結木滉星は、最初に自身で考えた演技に対して杉原から「それでは視聴者に伝わらない」と厳しく叱られたことがやる気に繋がったことを語っている。奥山かずさは、最初は杉原から細かく指導もされたが、自分自身で考える時間を与えられ一緒に考えるうちに自分でも意見が出せるようになり、終盤では杉原に意見を認められることで自信につながっていったと述べている。『仮面ライダージオウ』に出演した大幡しえりも、杉原が細かい部分にも時間をかけて共に考えてくれたことに感謝の意を述べている。
特撮監督の佛田洋によれば、杉原は『ルパンレンジャーVSパトレンジャー』の撮影当初は従来のスーパー戦隊シリーズで行ってきたロボットの感情的な演技に否定的であったが、劇場版『快盗戦隊ルパンレンジャーVS警察戦隊パトレンジャー en film』の撮影ではロボットに対し感情を籠めた演出を行っており、佛田はその変化が嬉しかったと述べている。

## 監督

### テレビドラマ
太字はパイロット作品。
- スーパー戦隊シリーズ
  - 動物戦隊ジュウオウジャー（2016年 - 2017年）
  - 宇宙戦隊キュウレンジャー（2017年 - 2018年）
  - 快盗戦隊ルパンレンジャーVS警察戦隊パトレンジャー （2018年 - 2019年）
- 仮面ライダーシリーズ
  - 仮面ライダージオウ（2018年 - 2019年）
  - 仮面ライダーゼロワン （2019年 - 2020年）[5]
  - 仮面ライダーセイバー（2020年 - 2021年）[13]
  - 仮面ライダーリバイス（2021年 - 2022年）
  - 仮面ライダーギーツ（2022年 - 2023年）
  - 仮面ライダーガッチャード（2024年）[14]
  - 仮面ライダーガヴ（2024年 - ）[15]
- DOPE 麻薬取締部特捜課（2025年）[16]

### 映画
- 快盗戦隊ルパンレンジャーVS警察戦隊パトレンジャー en film（2018年8月4日公開）
- 劇場版 仮面ライダージオウ Over Quartzer（2019年7月26日公開） - 『仮面ライダーゼロワン』演出協力
- 仮面ライダー 令和 ザ・ファースト・ジェネレーション（2019年12月21日公開）[17]
- 劇場版 仮面ライダーゼロワン REAL×TIME（2020年12月18日公開）[6]
- 仮面ライダーガヴ お菓子の家の侵略者（2025年7月25日公開予定）[18]

### その他
- テレマガとくせいDVD 手裏剣戦隊ニンニンジャー アカニンジャーVSスターニンジャー百忍バトル!（2015年）
- 動物戦隊ジュウオウジャー スーパー動物大戦（2016年）

## 出演
- 動物戦隊ジュウオウジャー 第9話（2016年 - 2017年） - セラの父（スーツアクター）